# Риткучі (село)
Риткучі — селище сільського типу в Чаунському районі Чукотського автономного округу Росії.